# Niozelles
Niozelles település Franciaországban, Alpes-de-Haute-Provence megyében. Lakosainak száma 278 fő (2022. január 1.). Niozelles La Brillanne, Forcalquier, Lurs, Pierrerue és Villeneuve községekkel határos.

## Népesség
A település népességének változása:
| Lakosok száma | 125  | 111  | 170  | 229  | 276  | 275  | 271  | 281  | 285  | 278  |
|               | 1968 | 1982 | 1990 | 2006 | 2013 | 2015 | 2017 | 2019 | 2020 | 2022 |